# Дюпонция
Дюпо́нция (также дюпонтия; лат. Dupóntia) — род травянистых растений семейства Злаки (Poaceae), распространённый в арктических районах Северного полушария.

## Ботаническое описание
Многолетние травянистые растения с ползучим корневищем.
Соцветие — более или менее узкая метёлка с гладкими вверх обращёнными или прижатыми веточками. Колоски 2—3-цветковые. Колосковые чешуи немного неравные, яйцевидно-ланцетные или яйцевидные, длинно-заострённые, плёнчатые, гладкие, длиннее цветков или равные колоскам. Нижняя цветковая чешуя продолговато-яйцевидная, голая или в нижней половине с прижатыми волосками, туповатая или заострённая, при основании с маленьким утолщением, усаженным длинными жестковатыми волосками. Верхняя цветковая чешуя двукильная, по килям гладкая. Цветковые плёнки яйцевидные, заострённые. Хромосомы крупные; x = 7, 22.

## Таксономия
Dupontia R.Br., Chlor. Melvill. 32 (1823).
Род назван в честь французского ботаника J. D. Dupont, издавшего в 1805 году Флору Парижа.

### Виды
Род включает 4 вида:
- Dupontia fisheri R.Br. (1823) typus[1] — Дюпонция Фишера
- Dupontia fulva (Trin.) Röser & Tkach (2020) — Дюпонция рыжеватая
- Dupontia pelligera (Rupr.) Rupr. ex Nyman (1882) — Дюпонция плёнчаточешуйная
- Dupontia psilosantha (Rupr.) Griseb. (1852) — Дюпонция голоцветковая